# NGC 5495
NGC 5495 is een balkspiraalstelsel in het sterrenbeeld Waterslang. Het hemelobject werd op 13 mei 1834 ontdekt door de Britse astronoom John Herschel.

## Synoniemen
- ESO 511-10
- MCG -4-34-1
- AM 1409-265
- IRAS 14095-2652
- PGC 50729